# Domanjševci
Domanjševci – wieś w Słowenii, w gminie Šalovci. W 2018 roku liczyła 270 mieszkańców.